# Karlheinz Hoffmann (Bildhauer)

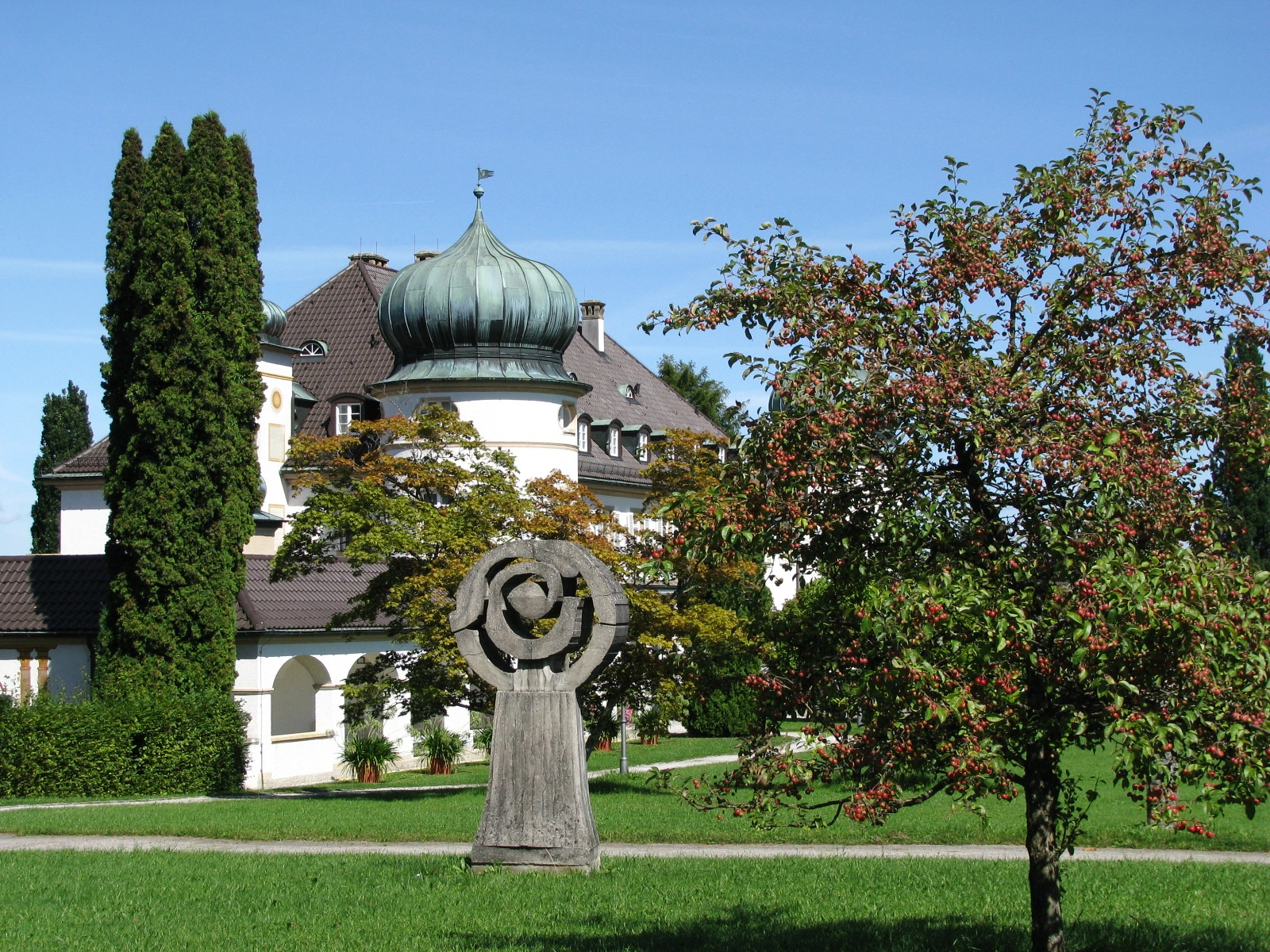
Skulptur von Hoffmann am Schloss Höhenried

Karlheinz Hoffmann (* 7. Oktober 1925 in Mersinke, Pommern; † 11. Oktober 2011 in Tutzing) war ein deutscher Bildhauer.
Zu seinem Hauptwerk zählen beachtlich viele Kirchen- und Altarraumgestaltungen, etliche Gestaltungen öffentlicher Plätze und Brunnen und weitere Arbeiten für öffentliche und private Auftraggeber. Außerdem existieren unveröffentlichte Werke aus den Bereichen Bildhauerei (Stein, Beton, Holz, Bronze, Tombak, weitere Metalle), Grafik und Malerei sowie Text (tagebuchartige Dokumentationen, Schüttelreime).
Einige seiner Kunstwerke sind öffentlich in Höhenried/Bernried in unmittelbarer Nachbarschaft des Buchheim-Museums im Park der Kurklinik Höhenried ausgestellt. Gerne arbeitete Hoffmann für Kirchengestaltungen mit dem Münchener Architekten Olaf A. Gulbransson zusammen.
Hoffmann wurden für sein Kunstschaffen unter anderem der Kunstpreis der Evangelischen Landeskirche Bayern (1983), das Bundesverdienstkreuz am Bande (2000), der Bayerische Verdienstorden (2006) sowie (posthum) der Kulturpreis des Landkreises Starnberg 2010 verliehen.
Hoffmann lebte und arbeitete seit 1961 in Feldafing-Wieling (Landkreis Starnberg).

## Werkbeispiele

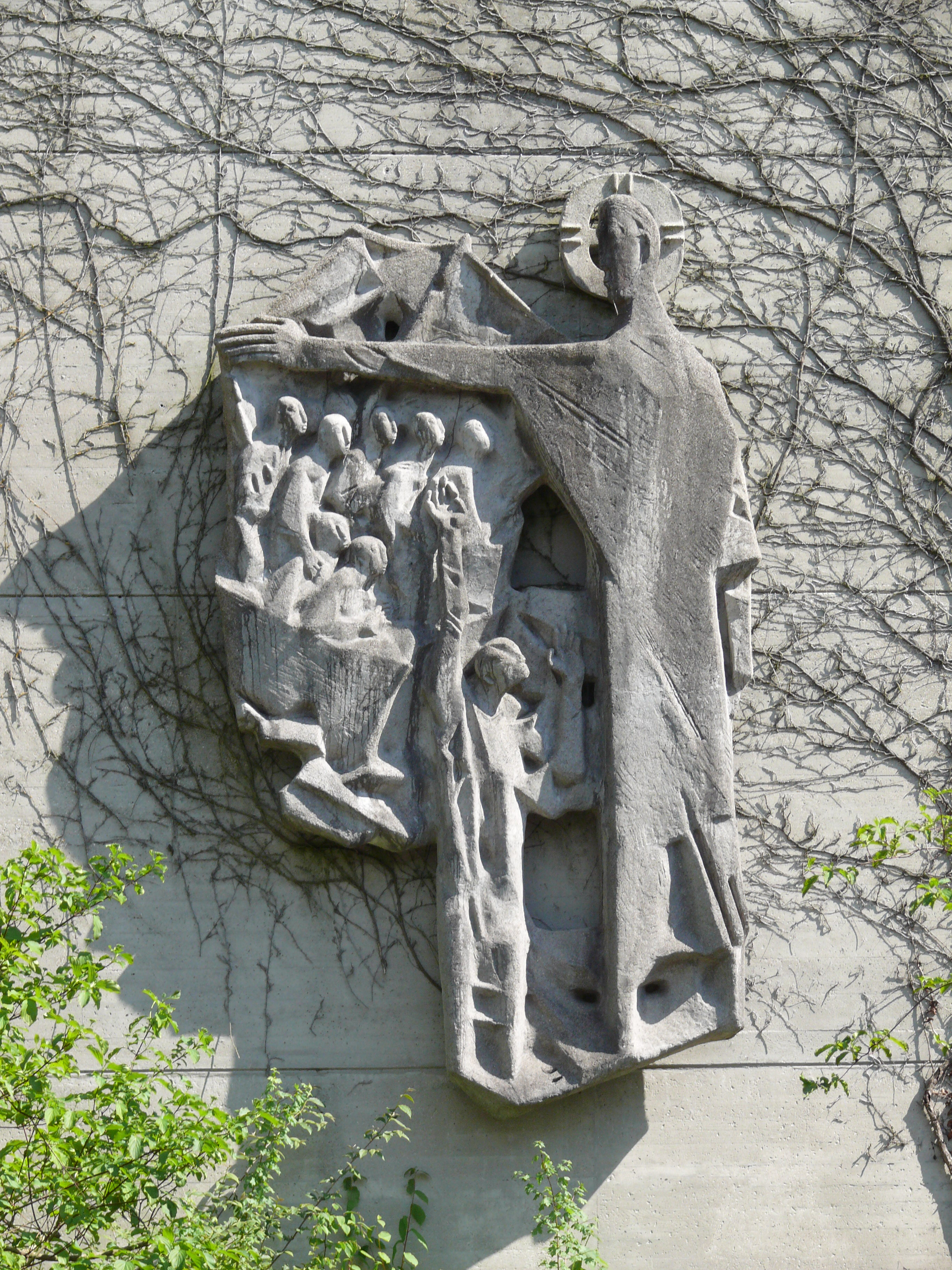
Relief an der ev. Apostelkirche Stockdorf

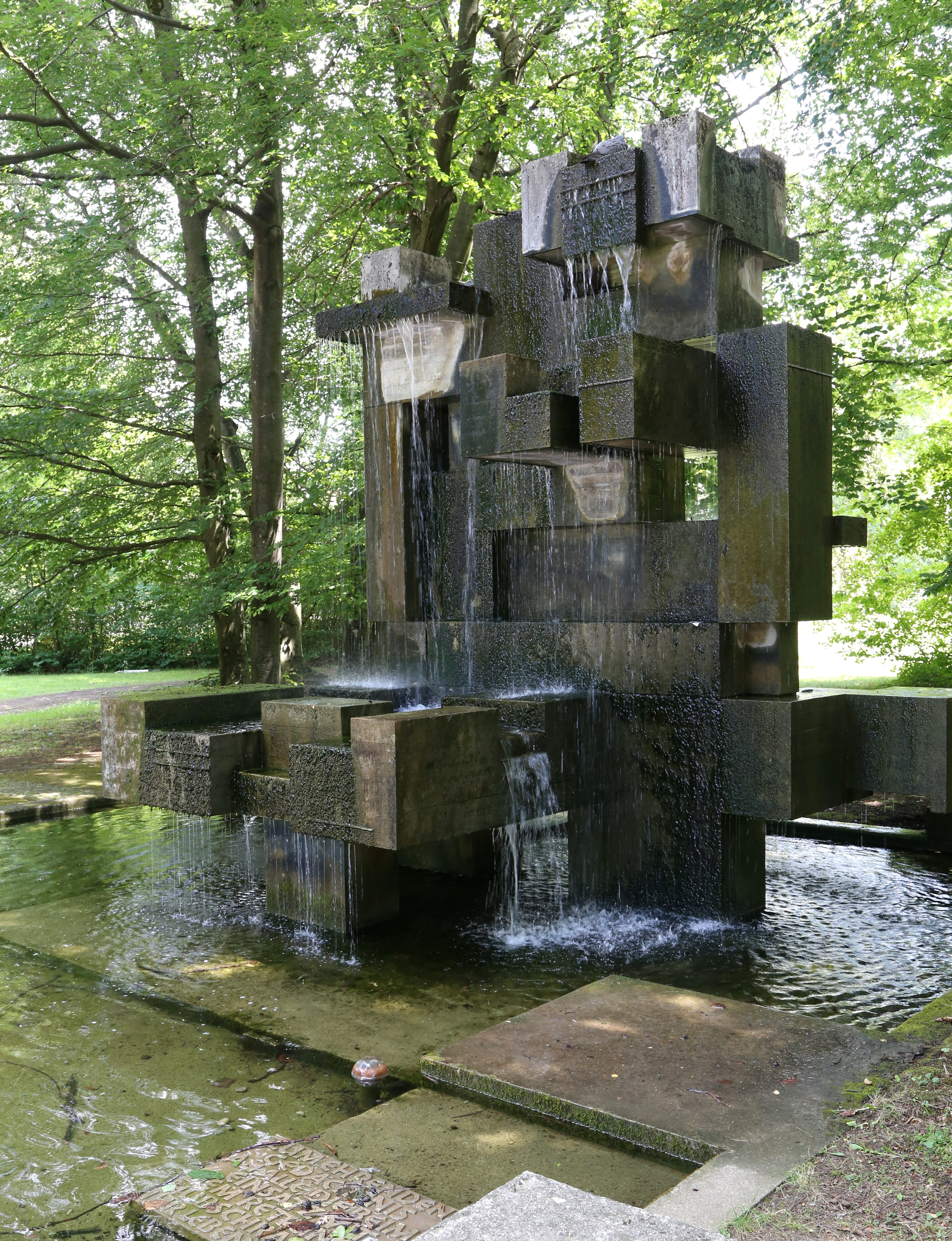
Brunnen am Klinikum Harlaching, München

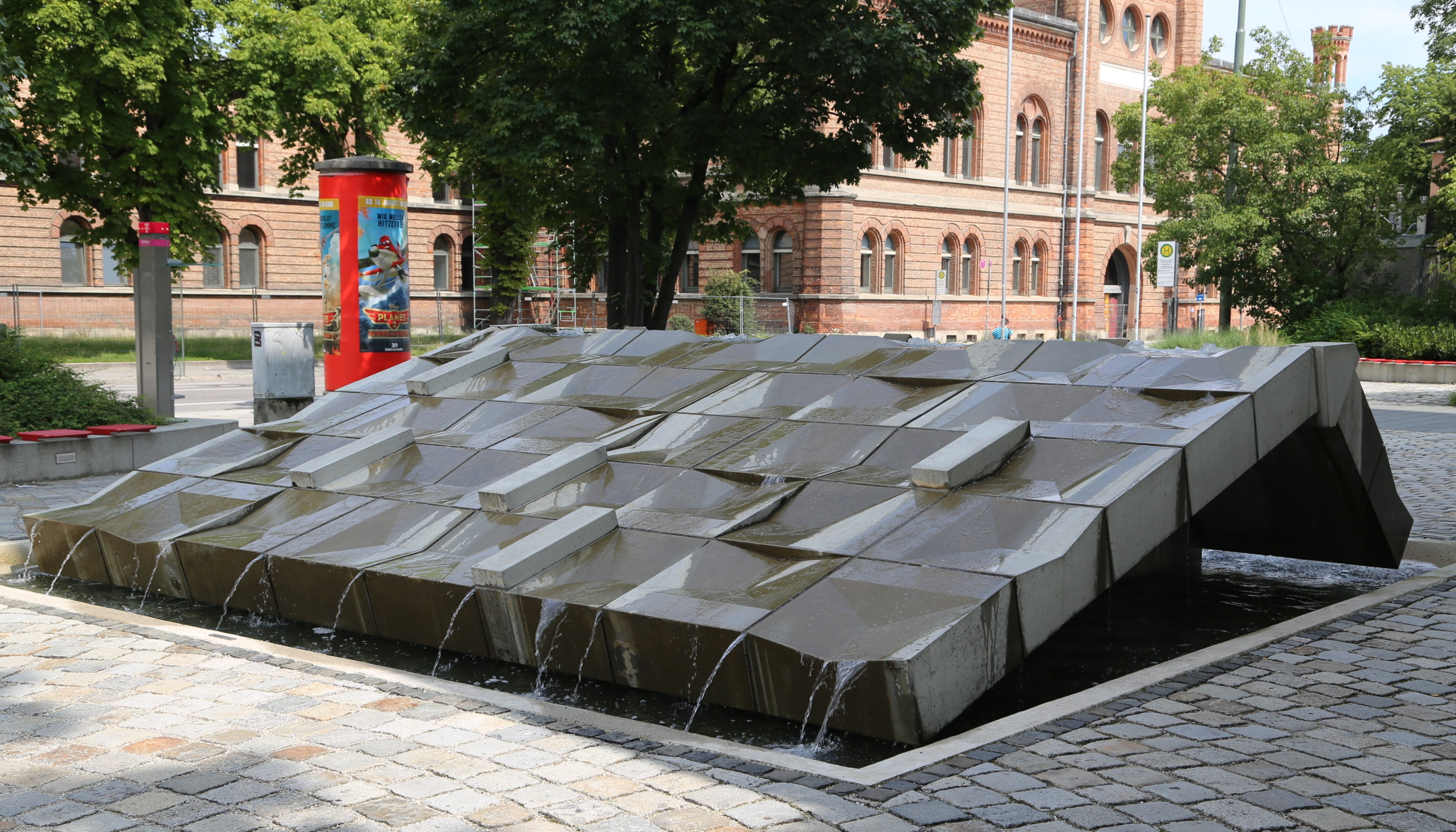
Brunnen an der Ecke Dachauer Straße/Lothstraße, München

- Ausgestaltung einer kleinen Kapelle des Fürsten Waldburg/Zeil im Allgäu.
- Ev. Heilig-Geist-Kirche Ebersberg (Arch. von Werz/Ottow): Kruzifix.
- 1961: Ausstattung der Martinskirche von Olaf Andreas Gulbransson in Hamburg-Rahlstedt (Glasfenster Hubert Distler).
- 1962: Auferstehungskirche Würzburg
- 1960: Ev. Apostelkirche Stockdorf (Architekt: Jakob Semler): Fassadenrelief »Der versinkende Petrus«, Zementguß.
- 1964: Brunnen, Beton. Parkanlage des Krankenhauses Harlaching, München[3]
- 1964: Ev. Christophoruskirche, Göttingen-Weende: Altarkreuz, Relief über dem Taufstein (Glasfenster: Hubert Distler)
- München: Holzplastiken »Hockende«, »Judaskuß«, »Dreiergruppe« und »Vegetative Form«, ausgestellt im Stadtmuseum und im Haus der Kunst.
- 1966: Immanuelkirche im Münchner Stadtteil Denning
- 1968: Evangelische Kreuzkirche in München-Schwabing
- 1970: Petruskirche Neu-Ulm
- 1970/71: Brunnen, Dachauer Straße, Ecke Lothstraße, München[4]
- 1972: Fest- und Feuerplatzanlage an der Regattaanlage Feldmoching-Oberschleißheim[5]
- 1975: Brunnen, Parkanlage der Stiftung Pfennigparade[6]
- 1984: Auferstehungskirche Puchheim[7]
- Friedenskirche Gräfelfing
- Nazarethkirche München-Bogenhausen: Relief über dem Eingangsportal[8]
- Klinikum Großhadern (Arch. Prof. Eichberg): Gestaltung der Kirche. Altar für die Kapelle. Reliefs auf der Stirnwand der seitlichen Gänge. (Bildteppiche: Ilse Badenheuer)
- Stadtpfarrkirche Neustadt/Aisch (Arch. Oppermann): Renovierung und neuer Altarbereich mit Standkreuz. (Farbgebung: Walter Senf)
- Rathaus Seligenstadt: Brunnenanlage im Innenhof. Sandstein. (Arch. Wittich und Waltjen, Prof. Korte)
- Kapelle des Kreiskrankenhauses Pfaffenhofen (Arch. von Werz. Prof. Ottow, Bachmann und Marx): Gesamtausstattung einschließlich der Stühle. (Ausführung Alsa-Möbelwerk, Farbgestaltung und Fenster: H. Distler).
- Ev. Gemeindezentrum Gerbrunn (Arch. Grellmann und Leitl): Gestaltung der Altarzone. Wandrelief, Klinker.
- Ev. Kirche in Garching (Arch. Henzler): Entwurf und Ausführung sämtlicher Bildhauerarbeiten, einschließlich Grundsteintafel und Türgriffe.
- Uni Erlangen/Nürnberg: Gedenktafel für die Mathematikerin Emmy Noether.
- Schloss Altenburg: Innenhof, Pflasterung, Brunnen. (Arch. Oppermann und Graefe, Ausführung: Steinmetzmeister Niederhuber)
- Kath. Kirche St. Hildegard, Bremen (Arch. Flügger und Schleuter): Innenausstattung (Farbfenster: Günther Radloff).
- Ev. Johanneskirche München-Haidhausen, Neugestaltung (Arch. Steinhauser, Malerei: Walter Senf): Altar, Kreuz, Osterleuchter.
- Ev. Kirche Partenkirchen, Renovierung: Neugestaltung von Altar, Kreuz und Kerzenhalter, Kanzel, Lesepult und Mahntafel für die Opfer des Zweiten Weltkrieges.
- Diakonissenkrankenhaus Augsburg: Relief und Wandkreuz, Lindenholz, versilbert.
- Kirchen in Unterföhring und Puchheim (Arch. Oppermann und Graefe): Innenausstattung.
- Landeskirchenamt München: Holzplastik »Lebensbaum«, Erle.
- Hessing-Klinik Augsburg-Göggingen: Platzgestaltung mit Brunnen im Eingangsbereich. Muschelkalk. (Arch. Hohenner)
- Ev. St.-Johannes-Kirche Ingolstadt (Arch. Th. Steinhauser): Altarzone, Wandkreuz (Gussbronze), Bronzetüren (die apokalyptischen Reiter), Betonrelief.
- Ev. Dreifaltigkeitskirche Mittenwald (Arch. F. Lichtblau und L. Bauer): Altarzone, vor der Kirche Martin-Luther-Denkmal. (Deckenmalerei, Paramente: H. Distler).
- Ev. Cantate-Kirche Kirchheim (Arch. F. Lichtblau und L. Bauer): Altarzone, Altarkreuz, Leuchter. (Fenster: H. Distler)
- Ev. Bethanienkirche München-Feldmoching (Arch. J. Ludwig): großes Wandkreuz.
- Unterföhring (Ismaning), Ev. Gemeindestützpunkt (Arch. H. A. Musil, O. von Kotzebue): Altarzone, Standkreuz.
- Ev. Kirche Ebenhausen (Arch. F. Lichtblau und L. Bauer): Altarzone, Lebensbaum, Holz versilbert.
- Ev. St.-Michaelskirche Löpsingen im Ries (Arch. F. Lichtblau und L. Bauer): Holzaltar, Lesepult.
- Jubilate-Kirche München-Waldperlach (Arch. Th. Steinhauser): Altarzone, Standkreuz.
- Ev. Christuskirche Pfarrkirchen.
- Ev. Gemeindehaus Kempten St. Mang (Arch. Th. Steinhauser): großes Wandkreuz.
- St. Matthäus Passau, Renovierung (Arch. Th. Steinhauser): neuer Altarbereich mit großem Standleuchter. Tiefere Aufhängung der großen Christusfigur von Karlheinz Hoffmann aus den 50er Jahren.
- Ev. Philippuskirche Bamberg (Arch. F. Lichtblau und L. Bauer): Altarbereich, großes Standkreuz. (Wandmalerei: H. Distler).
- Ev. Friedenskirche Bad Wiessee, Renovierung (Arch. F. Lichtblau): Altarbereich, Kreuzgruppe (Holz versilbert).
- St. Johanniskirche Schweinfurt (Arch. F. Lichtblau): Abendmahlsaltar, Ambo, Schleierbretter für die neue Orgel.
- St. Paulskirche Dinkelsbühl, Renovierung (Arch. Theo Steinhauser): Altarbereich, Standkreuz (Holz versilbert mit kleinen biblischen Darstellungen in Schmiedebronze, zwei große Standleuchter).
- Ev. Kirche Zum guten Hirten Oberhaching (Arch. Th. Steinhauser): Altarbereich mit Standkreuz, Osterleuchter. (Farbfenster: H. Distler).
- Ev. Kirche Einberg: Altar, Altarkreuz, Lesepult (Malerei Büder/Radlow).
- St. Michael Grafrath (Arch. E. Fischer 1964), Umbau und Sanierung nach Brand 1995 (Arch. E. Hetzel und H. Drees): Prinzipalstücke und Leuchter (Wandfries: H. Distler).
- Ev.-luth. Kirche Odelzhausen (Arch. Th. Steinhauser): Altarbereich, Hängekreuz mit Figurengruppen (Schmiedebronze), Taufe mit Osterleuchter und Taube an der Decke.
- LVA Klinikgelände Höhenried: Skulpturenpark.
- Ev. Akademie Tutzing: Tutzinger Löwe. Ankauf Steinskulptur: Frau mit Sanduhr.
- Ev.-luth. Segenskirche Holzkirchen (Arch. F. Lichtblau & Bauer): Altarbereich, Taufstein und Christuskreuz.
- Kloster Wülfinghausen, Krypta: Altarbereich, der gute Hirte mit Lamm (Holz, versilbert).
- Klosterkirche Wülfinghausen, obere Kirche: Altarbereich, Standkreuz.
- Ev.-luth. Apostelkirche Miesbach: Altarbereich mit Standkreuz.
- Ev. Christuskirche Aschaffenburg (Arch. Th. Steinhauser): Altarzone mit Standkreuz.
- Orff-Zentrum München: Bronzekopf zum Gedenken an Carl Orff.
- Ev. Christuskirche Wasserburg/Inn (Arch. F. Lichtblau): Altar, Kanzel, Leuchter.
- Ev. Kirche Markt Schwaben.
- Dreifaltigkeitskirche Kaufbeuren (Renovierung Arch. Th Steinhauser): Altar mit 2 Leuchtern, große Stele.